# Marcelle Fauvart-Bastoul
Pour les articles homonymes, voir Bastoul.
Marcelle Fauvart-Bastoul, née Marie Marcelle Jeanne Devade le 14 novembre 1856 à Autry-le-Châtel où elle est morte le 27 août 1941, est une espérantiste française,.

## Biographie
Marcelle Devade nait le 14 novembre 1856 à Autry-le-Châtel. 

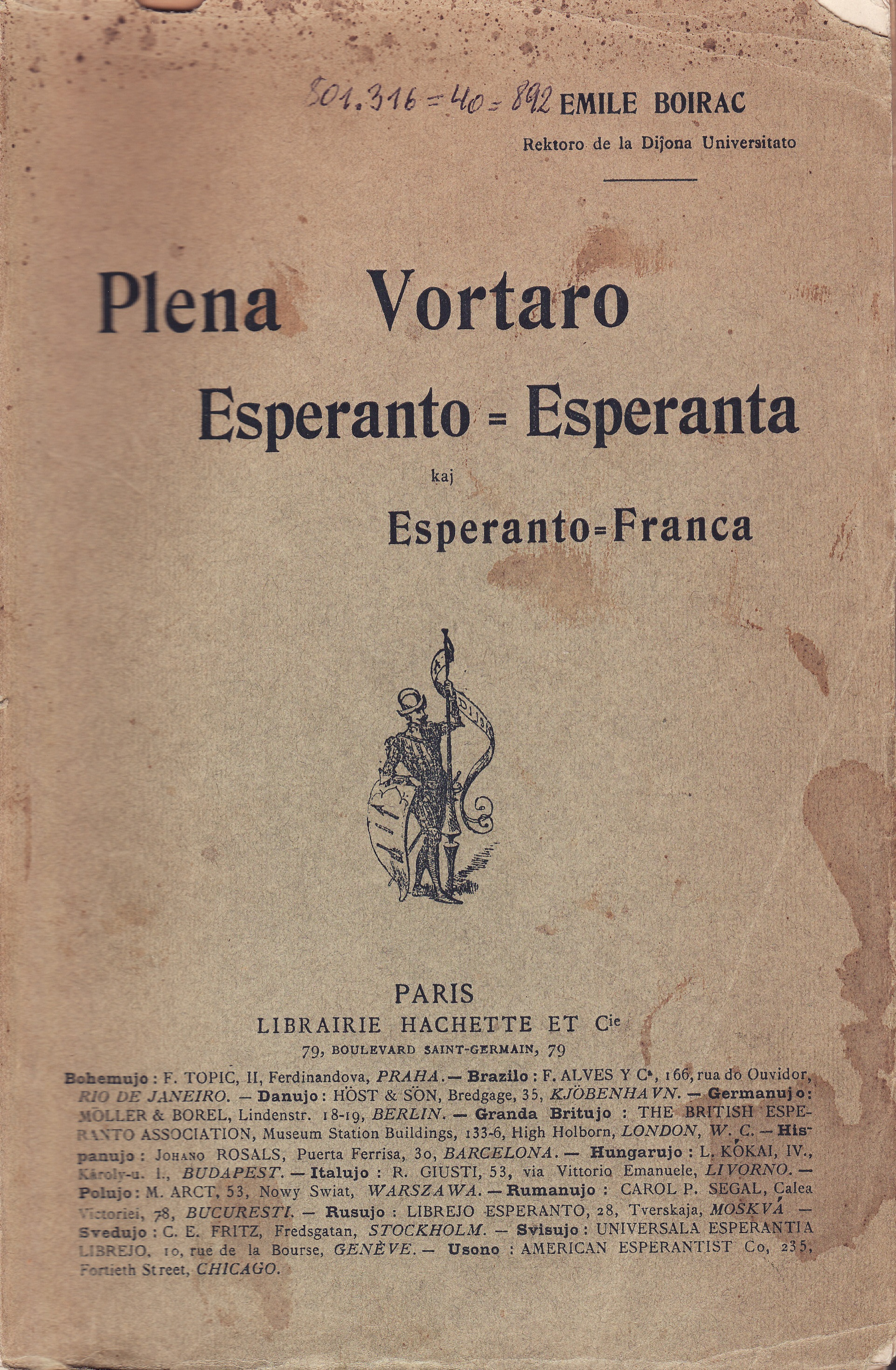
Plena Vortaro, 1909

Elle épouse Léon Fauvart-Bastoul (eo) en 1876. Elle devient présidente du groupe d’espéranto de Dijon et y prodigue des cours d'espéranto destinés aux aveugles. Elle collabora avec Émile Boirac à la rédaction du dictionnaire Plena Vortaro (eo) et rédige également en 1912 Esperanto sen profesoro (« L’espéranto sans professeur »).

## Œuvres
- Marcelle Fauvart-Bastoul, Cours élémentaire pour apprendre l'espéranto sans professeur, Hachette livre, 1912, VI + 143 (lire en ligne)
- (eo) Luksa dometo, 1918.
- (eo) Henri Meilhac et Ludovic Halévy, La Luksdometo, unuakta komedio, tradukita la permeso de la Eldonisto de Sinjorino M. Fauvart-Bastoul, Darandière, 1922 (lire en ligne)
- « Esperanto : ŝlosilvortoj : glossaire de deux cents mots-clefs, d'un usage journalier et considérations sur leur juste emploi | WorldCat.org », sur www.worldcat.org (consulté le 16 février 2023)
- « La gloire de Dijon : grande revue locale | WorldCat.org », sur www.worldcat.org (consulté le 16 février 2023)
- « De l'armement de la cavalerie : lance et sabre : cavalerie allemande et cavalerie française | WorldCat.org », sur www.worldcat.org (consulté le 16 février 2023)
- « Esperanto, linguo internacia. Triope Fauvart-Bastoul | WorldCat.org », sur www.worldcat.org (consulté le 16 février 2023)
- « Esperanto : ŝlosilvortoj : glossaire de deux cents mots-clefs, d'un usage journalier et considérations sur leur juste emploi | WorldCat.org », sur www.worldcat.org (consulté le 16 février 2023)